# Collages
Collages è un libro del 1964 della scrittrice statunitense Anaïs Nin.

## Trama
Romanzo breve di ispirazione surrealista, Collages non ha una vera e propria trama, lineare ed in ordine cronologico, bensì ha una struttura di tipo circolare, nella quale la fine riporta all'inizio del romanzo, svelandone in modo fittizio l'autore.
La narrazione è articolata in una rapida serie di immagini fulminee, istantanee, quasi fossero le tessere di un mosaico o, appunto di un collages. La protagonista, cui ruota attorno un mondo variopinto di personaggi tra i più disparati, è Renate, giovane ragazza austriaca di cui si ricostruiscono in parte le vicende, dalla sua infanzia a Vienna, al suo soggiorno in Messico, ai suoi viaggi a New York. Attraverso questi brevi racconti Renate viene a contatto con tutta una serie di personaggi dalla vita caotica e fortemente radicata nella propria interiorità, che comprendono pittori, militari, scrittori, avventurieri, semplici lavoratori.

## Edizioni
- Anaïs Nin, Collages, traduzione di Maria Luisa Minio-Paluello, collana Fazi Tascabili, Fazi Editore, 2004,  p. 135, ISBN 88-8112-586-2.